# Demografía de Chechenia
La demografía de Chechenia es un aspecto muy característico de esta región y república de Rusia. Principalmente está formada por chechenos, pero existen minorías importantes de rusos y cumucos. Tras la disolución de la Unión Soviética, aún se mantenían en la región amplias comunidades de armenios y ucranianos, pero el gobierno separatista islámico checheno a comienzos de 1990 llevó a cabo políticas violentas contra los grupos étnicos no chechenos.

## Población
De acuerdo con el censo de 2010, la población de la república es de 1 268 989 habitantes, frente a los 1 103 686 registrados en el censo de 2002. Según el censo de 2010, los chechenos son 1 206 551 y constituyen el 95,3% de la población de la república. Otros grupos incluyen a los rusos (24 382, el 1,9%), cumucos (12 221, el 1%), inguses (1 296 o 0,1%) y una serie de grupos más pequeños, cada uno que representa menos del 0,5% de la población total.
Al final de la era soviética, los rusos étnicos (incluyendo cosacos) comprendían aproximadamente el 23% de la población (269 000 en 1989). La comunidad armenia, que contaba con alrededor de 15 000 nacionales sólo en Grozni, se ha reducido a unas pocas familias. La iglesia armenia de Grozni fue demolida en 1930. La tasa de natalidad fue de 25,41 en 2004 (25.7 en Achkhoi Martan, 19.8 en Grozni, 17.5 en Kurchaloi, 28.3 en Urus Martan y 11.1 en Vedeno). De acuerdo con el Comité Estatal de Estadística de Chechenia, la población de Chechenia había crecido a 1 205 millones en enero de 2006.
Chechenia tiene una de las poblaciones más jóvenes de la, en general, envejecida Federación de Rusia; a principios de 1990, fue una de las pocas regiones que experimentaron un crecimiento natural de la población. Desde 2002, Chechenia ha experimentado un clásico baby-boom post bélico. Demógrafos chechenos en 2008 consideraron muy poco plausible el crecimiento de la población global, pues la mortalidad infantil en Chechenia era del 60 por ciento superior a la media de Rusia en 2007 y ha aumentado en un 3,9 por ciento en comparación con 2006.
Muchos expertos han expresado sus dudas sobre el aumento de 1,1 millones en 1990 a un estimado de cerca de 1,3 millones en 2010, tras dos guerras devastadoras que desplazaron a cientos de miles de personas y prácticamente eliminaron la gran minoría rusa en la república. Según el demógrafo ruso Dmitry Bogoyavlensky, los resultados del censo de 2002 fueron claramente manipuladas en el Cáucaso Norte: se estima que entre 800 000 y un millón de personas no existentes se agregaron a la población actual de la región. Otra demógrafo ruso, Anatoly Vishnevsky, señaló que, de acuerdo con el censo de 2002, algunos grupos de edad, como los nacidos en 1950, parecían ser más en 2002 que en 1989. Con el censo de 2002, Moscú quería mostrar que no hubo demasiados bajas y que los refugiados habían regresado a Chechenia, mientras que las autoridades locales querían recibir más fondos y por lo tanto necesitaban una población mayor que justificase sus demandas.
También, en las multiétnicas repúblicas del Cáucaso Norte, a diferencia de otras partes de Rusia, las posiciones del gobierno se distribuyen entre los grupos étnicos de acuerdo con su relación en la población general. Así, las etnias vigilan celosamente sus números para no ser superados en número por los demás y, por lo tanto, quedar con menos representación en el gobierno y la economía local.

### Estadísticas
Fuente: Russian Federal State Statistics Service Archivado el 27 de mayo de 2015 en Wayback Machine.
|      | Población promedio (x 1000) | Nacimientos | Fallecimientos | Cambio natural | Tasa bruta de natalidad (por 1000) | Tasa bruta de mortalidad (por 1000) | Cambio natural (por 1000) | Tasa total de fertilidad |
| ---- | --------------------------- | ----------- | -------------- | -------------- | ---------------------------------- | ----------------------------------- | ------------------------- | ------------------------ |
| 2003 | 1,117                       | 27,774      | 7,194          | 20 580         | 24.9                               | 6.4                                 | 18.4                      |                          |
| 2004 | 1,133                       | 28,496      | 6,347          | 22,149         | 25.2                               | 5.6                                 | 19.5                      |                          |
| 2005 | 1,150                       | 28,652      | 5,857          | 22,795         | 24.9                               | 5.1                                 | 19.8                      |                          |
| 2006 | 1,167                       | 27,989      | 5,889          | 22,100         | 24.0                               | 5.0                                 | 18.9                      |                          |
| 2007 | 1,187                       | 32,449      | 5,630          | 26,819         | 27.3                               | 4.7                                 | 22.6                      |                          |
| 2008 | 1,210                       | 35,897      | 5,447          | 30,450         | 29.7                               | 4.5                                 | 25.2                      |                          |
| 2009 | 1,235                       | 36,523      | 6,620          | 29,903         | 29.6                               | 5.4                                 | 24.2                      | 3.43                     |
| 2010 | 1,260                       | 37,753      | 7,042          | 30,711         | 30.0                               | 5.6                                 | 24.4                      | 3.45                     |
| 2011 | 1,289                       | 37,335      | 6,810          | 30,525         | 28.9                               | 5.3                                 | 23.6                      | 3.36                     |
| 2012 | 1,314                       | 34,056      | 7,101          | 26,955         | 25.9                               | 5.4                                 | 20.5                      | 3.08                     |
| 2013 | 1,336                       | 33,361      | 6,732          | 26,629         | 24.9                               | 5.0                                 | 19.9                      | 2.95(e)                  |

Nota: fuente TFR 2009-12.

### Grupos étnicos
En el territorio de la actual Chechenia:
| Grupo étnico | Censo de 1926 | Censo de 1926 | Censo de 1939 | Censo de 1939 | Censo de 1959 | Censo de 1959 | Censo de 1970 | Censo de 1970 | Censo de 1979 | Censo de 1979 | Censo de 1989 | Censo de 1989 | Censo de 2002 | Censo de 2002 | Censo de 20101 | Censo de 20101 |
| Grupo étnico | Población     | %             | Población     | %             | Población     | %             | Población     | %             | Población     | %             | Población     | %             | Población     | %             | Población      | %              |
| --- | ------------- | ------------- | ------------- | ------------- | ------------- | ------------- | ------------- | ------------- | ------------- | ------------- | ------------- | ------------- | ------------- | ------------- | -------------- | -------------- |
| Chechenos | 293,298       | 67.3%         | 360,889       | 58.0%         | 238,331       | 39.7%         | 499,962       | 54.7%         | 602,223       | 60.1%         | 715,306       | 66.0%         | 1,031,647     | 93.5%         | 1,206,551      | 95.3%          |
| Rusos | 103,271       | 23.5%         | 213,354       | 34.3%         | 296,794       | 49.4%         | 327,701       | 35.8%         | 307,079       | 30.6%         | 269,130       | 24.8%         | 40,645        | 3.7%          | 24,382         | 1.9%           |
| Cumucos | 2,217         | 0.5%          | 3,575         | 0,6%          |               |               | 6,865         | 0.8%          | 7,808         | 0.8%          | 9,591         | 0.9%          | 8,883         | 0.8%          | 12,221         | 1.0%           |
| Ávaros | 830           | 0.2%          | 2,906         | 0.5%          |               |               | 4,196         | 0.5%          | 4,793         | 0.5%          | 6,035         | 0.6%          | 4,133         | 0.4%          | 4,864          | 0.4%           |
| Nogayos | 162           | 0.0%          | 1,302         | 0.2%          |               |               | 5,503         | 0.6%          | 6,079         | 0.6%          | 6,885         | 0.6%          | 3,572         | 0.3%          | 3,444          | 0.3%           |
| Ingusetios | 798           | 0.2%          | 4,338         | 0.7%          | 3,639         | 0.6%          | 14,543        | 1.6%          | 20,855        | 2.1%          | 25,136        | 2.3%          | 2,914         | 0.3%          | 1,296          | 0.1%           |
| Ucranianos | 11,474        | 2.6%          | 8,614         | 1.4%          | 11,947        | 2.0%          | 11,608        | 1.3%          | 11,334        | 1.1%          | 11,884        | 1.1%          | 829           | 0.1%          | 13,716         | 1.1%           |
| Armenios | 5,978         | 1.4%          | 8,396         | 1.3%          | 12,136        | 2.0%          | 13,948        | 1.5%          | 14,438        | 1.4%          | 14,666        | 1.4%          | 424           | 0.0%          | 13,716         | 1.1%           |
| Otros | 18,840        | 4.13%         | 18,646        | 3.0%          | 37,550        | 6.3%          | 30,057        | 3.3%          | 27,621        | 2.8%          | 25,800        | 2.4%          | 10,639        | 1.0%          | 13,716         | 1.1%           |
| 1 2 515 personas fueron registradas de bases de datos diferentes y podrían no formar un grupo étnico. Se estima que la proporción de esta etnia es la misma que el grupo declarado. |               |               |               |               |               |               |               |               |               |               |               |               |               |               |                |                |

### Acusaciones de limpieza étnica
Según algunas fuentes rusas, entre 1991 y 1994 decenas de miles de personas de origen étnico no checheno (en su mayoría rusos, ucranianos y armenios) dejaron la República en medio de denuncias de violencia y discriminación contra la población no chechena, así como una anarquía generalizada y limpieza étnica bajo el gobierno de Dzhokhar Dudayev.
Sin embargo, con respecto a este éxodo, hay un punto de vista alternativo. De acuerdo con los economistas rusos Boris Lvin y Andrei Iliaronov,

Las autoridades chechenas son acusadas regularmente de crímenes contra la población, especialmente las personas de habla rusa. Sin embargo, antes de la guerra actual, la emigración de la población de habla rusa de Chechenia no era más intenso que de repúblicas como Kalmukia, Tuvá y Sajá-Yakutia. En Grozni sí quedaban 200 000 personas de habla rusa, que no se apresuraron a salir.

### Idiomas
Los idiomas oficiales en la República de Chechenia son el checheno y el ruso. El checheno pertenece a la familia de las lenguas vaynakh o caucásicas nororientales centrales, que también incluye el ingusetio y el batsb. Algunos estudiosos lo sitúan en una súper familia ibérica-europea más amplio.

### Religión

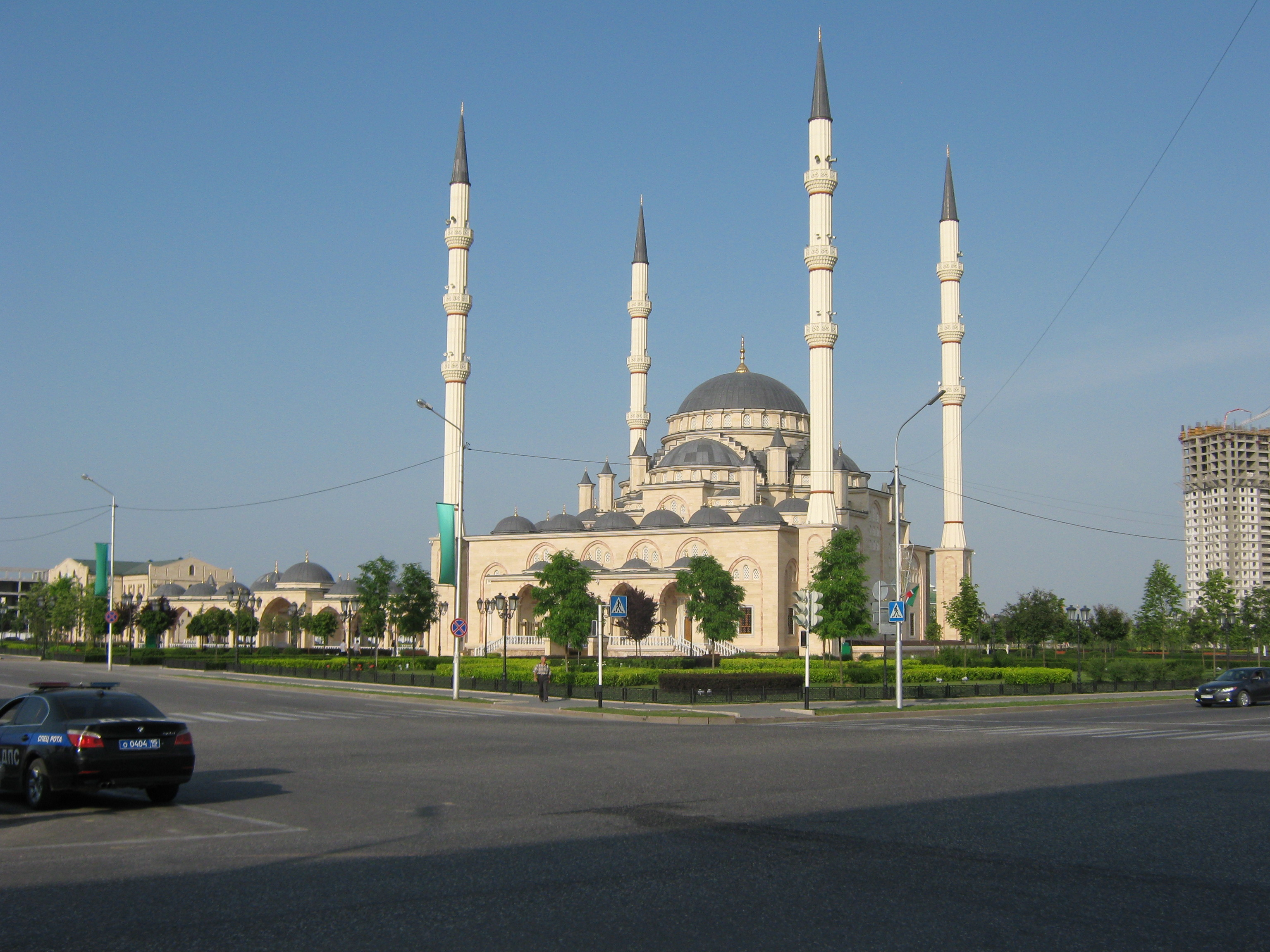
Mezquita Ajmat Kadýrov de Grozni.

El islam es la religión predominante en Chechenia. Los chechenos son mayoritariamente partidarios de la madhhab shafi'i del islamismo sunita, después de haberse convertido al islam entre los siglos XVI y XIX. Debido a la importancia histórica, muchos chechenos son sufíes, de las órdenes qadiri o naqshbandi. La mayor parte de la población sigue las escuelas de jurisprudencia (fiqh) shafi o hanafi. La escuela de jurisprudencia shafi tiene una larga tradición entre los chechenos, y por lo tanto sigue siendo la más practicada.
El otrora fuerte minoría rusa en Chechenia, en su mayoría cosacos del Terek y estimados en alrededor de 25 000 en 2012, son predominantemente ortodoxos rusos, aunque actualmente existe una sola iglesia ortodoxa en Grozni. En agosto de 2011, el Arzobispo Zósima de Vladikavkaz y Majachkalá realizó la primera ceremonia de bautismo en masa en la historia de la República de Chechenia en el río Terek del distrito Naursky en el que 35 ciudadanos de los distritos Naursky y Shelkovsky se convirtieron a la ortodoxia.